# Burgstall Grub
Der Burgstall Grub liegt im Mangfallknie in der Flur „Im Teufelsgraben“ im Gemeindeteil Grub von Valley. Die Burg war eine Höhenburg in Spornlage. Die Anlage wird als Bodendenkmal unter der Aktennummer D-1-8036-0004 als „Burgstall des hohen Mittelalters“ geführt.

## Geschichte
Die edelfreien Herren von Sachsenkam, die im 11. und Anfang des 12. Jahrhunderts bezeugt sind, nannten sich nicht nur nach ihrer Burg in Sachsenkam, sondern auch nach ihrem späteren Stammsitz, der Burg Grub. Auf dem Heiratsweg über Adelheid von Weilheim kam Grub an Otto I. von Dachau-Valley, der sich in einer Gründungsurkunde des Klosters Dietramszell am 16. Oktober 1102 Otto de Grube (auch Otto de Greuba, Otto de Grunba oder nobilis Otto de Gruoba) nennt. Er hat seinen Sitz (vermutlich nach 1120) von der Burg Grub in die neu erbaute Burg Valley verlegt, nach der sich auch seine Nachfolger nannten.